# Quiévelon
Quiévelon ist eine französische Gemeinde im Département Nord in der Region Hauts-de-France. Sie gehört zum Arrondissement Avesnes-sur-Helpe, zum Kanton Fourmies und zum Gemeindeverband Maubeuge Val de Sambre. Die Bewohner nennen sich Quiévelonnais.

## Lage
Die Gemeinde Quiévelon liegt im Regionalen Naturpark Avesnois, acht Kilometer südöstlich von Maubeuge und sechs Kilometer südwestlich der Grenze zu Belgien. Sie grenzt im Norden an Colleret, im Osten und im Süden an Aibes, im Südwesten an Obrechies und im Westen an Ferrière-la-Petite.

## Bevölkerungsentwicklung
| Jahr                       | 1962 | 1968 | 1975 | 1982 | 1990 | 1999 | 2009 | 2021 |
| Einwohner                  | 186  | 158  | 155  | 146  | 151  | 164  | 152  | 137  |
| Quellen: Cassini und INSEE |      |      |      |      |      |      |      |      |

## Sehenswürdigkeiten

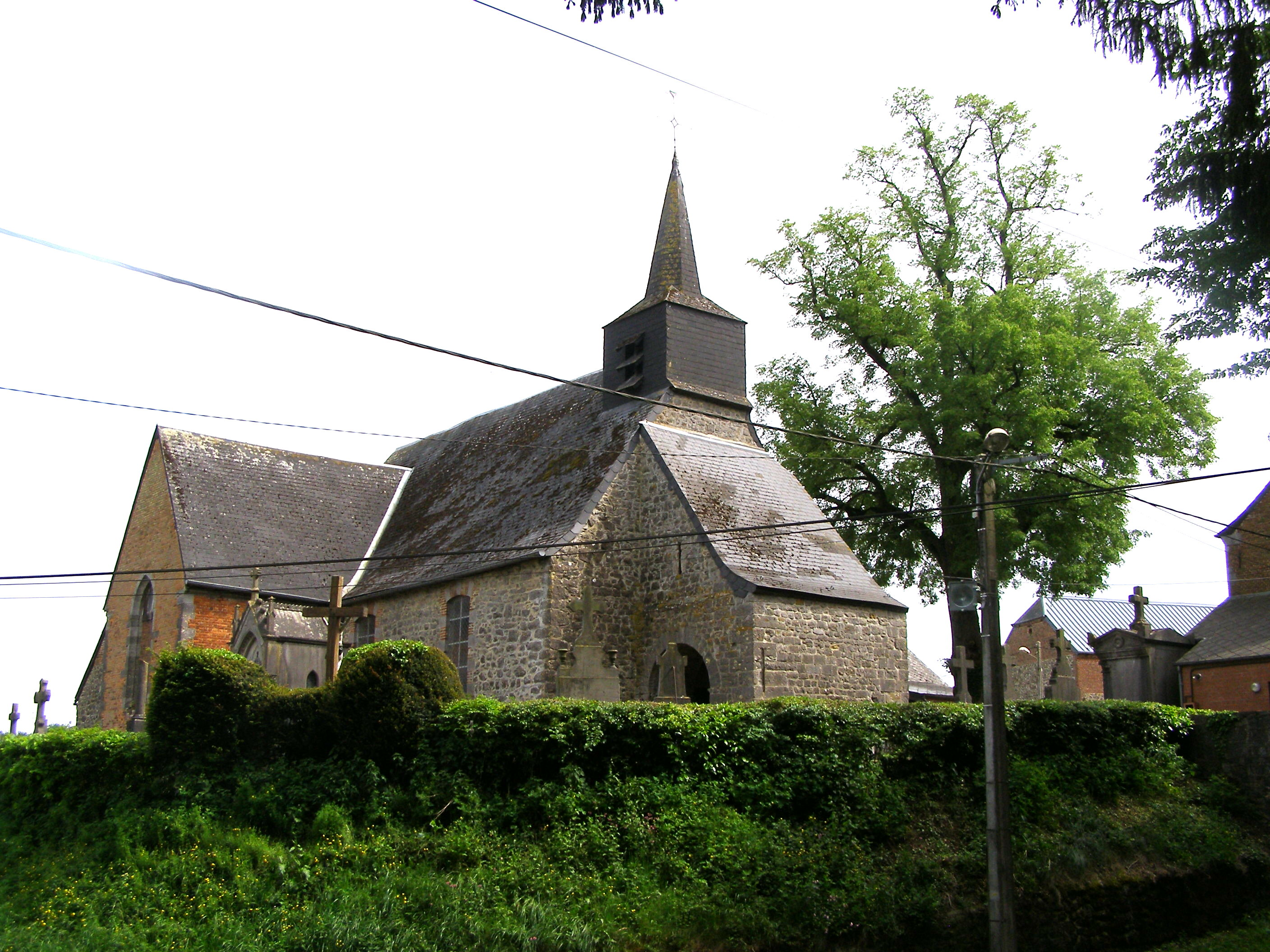
Kirche Mariä Geburt
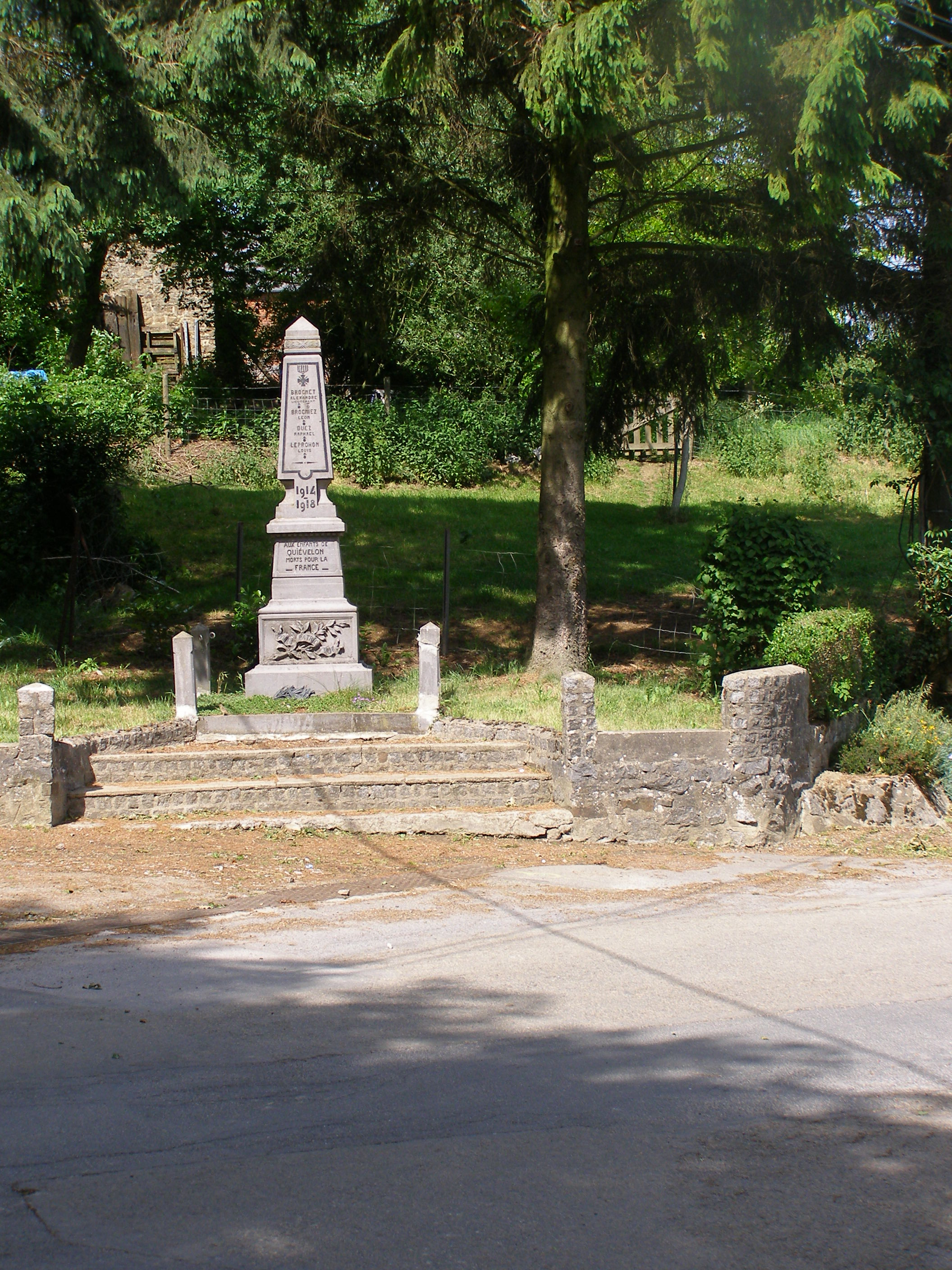
Gefallenendenkmal

- Kirche Mariä Geburt
- Gefallenendenkmal